# مجلس الزراعة والثروة السمكية
مجلس الزراعة والثروة السمكية (بالإنجليزية: Agriculture and Fisheries Council)‏ المعروف اختصاراً بـ AGRIFISH هو أحد التشكيلات التابعة لمجلس الاتحاد الأوروبي ويتكون من وزراء الزراعة والثروة السمكية في الدول الأعضاء في الاتحاد الأوروبي. وتشمل اختصاصاتها السياسة الزراعية المشتركة (CAP) والسياسة المشتركة لمصايد الأسماك (CFP)، بالإضافة إلى أمور أخرى.

## التكوين
يتكون مجلس الزراعة والثروة السمكية من وزراء الزراعة والثروة السمكية في الدول الأعضاء في الاتحاد الأوروبي. في حين ترسل معظم الدول الأعضاء وزيراً واحداً لكلا القطاعين، ترسل دول أخرى وزيراً للزراعة وآخر للثروة السمكية.
ويشارك في الاجتماعات أيضًا المفوض الأوروبي للزراعة والتنمية الريفية ‏ والمفوض الأوروبي للشؤون البحرية ومصايد الأسماك ‏.

## المهام
يغطي قسم الزراعة في المجلس التشريعات المتعلقة بالنقاط التالية:
- السياسة الزراعية المشتركة
- قواعد السوق الداخلية
- الغابات
- الإنتاج العضوي
- جودة الإنتاج وسلامة الأغذية والأعلاف
- توحيد القواعد المتعلقة بالمسائل البيطرية، ورفاهة الحيوان، وصحة النبات، وأعلاف الحيوانات، والبذور والمبيدات الحشرية.

يغطي قسم مصايد الأسماك في المجلس التشريعات المتعلقة بالنقاط التالية:
- السياسة المشتركة لمصايد الأسماك
- مصايد الأسماك
- تحديد إجمالي الصيد المسموح به سنويا
- الحصص لكل فصيل
- حدود جهد الصيد

## الإجراء التشريعي
منذ أن دخلت معاهدة لشبونة حيز التنفيذ، يتخذ المجلس قراراته بشأن معظم التشريعات الزراعية والسمكية بالتنسيق مع البرلمان الأوروبي وفقًا للإجراء التشريعي العادي، باستثناء القرارات المتعلقة بفرص الصيد السنوية حيث يتخذ المجلس قراراته بمفرده.

## الإدارة
يتم التحضير لعمل ومهام المجلس فيما يتعلق بالزراعة من قبل اللجنة الخاصة بالزراعة، والتي تتألف من كبار المسؤولين الزراعيين من الدول الأعضاء والمفوضية الأوروبية. يتم التحضير لعمل ومهام المجلس فيما يتعلق بمصايد الأسماك من قبل لجنة الممثلين الدائمين (COREPER)، التي تتألف من خبراء مصايد الأسماك من الدول الأعضاء والمفوضية الأوروبية.
في إطار الأمانة العامة للمجلس، يتم إعداد أعمال ومهام المجلس من قبل المديرية العامة للزراعة والثروة السمكية والشؤون الاجتماعية والصحة ‏.